# 長鼻鳳凰螺
長鼻鳳凰螺（学名：Tibia fusus）为鳳凰螺科長鼻螺屬下的一个种。成贝长15 - 31厘米，雌雄异体。
生活于热带和亚热带海区，栖息环境为深海泥沙地、潮下带，以藻类和有机碎屑为食。分布于中国南海至西印度洋。